# 『らき☆すた』vocal mini album
『『らき☆すた』vocal mini album』（らきすたボーカルミニアルバム）は、2005年12月22日にフロンティアワークスから発売された、ニンテンドーDS用ゲーム『らき☆すた 萌えドリル』の主題歌等を収録したミニアルバム。

## 概要
歌っているのは『らき☆すた 萌えドリル』及びドラマCDでの声優で、テレビアニメ版の声優とは異なる。

## 収録曲リスト
1. らき☆らき☆べいべー [4:16]
歌：泉こなた（広橋涼）・柊つかさ（中原麻衣）・柊かがみ（小清水亜美）
作詞：くまのきよみ 作曲・編曲：櫻井真一
2. オトメ☆ゴコロ [3:20]
歌：小早川ゆたか（清水愛）・岩崎みなみ（松来未祐）・パトリシア=マーティン（雪野五月）
作詞：くまのきよみ 作曲・編曲：櫻井真一
3. らき☆らき☆べいべー danceable version [3:59]
4. オトメ☆ゴコロ world mix version [3:22]
5. らき☆らき☆べいべー original karaoke
6. オトメ☆ゴコロ original karaoke
7. らき☆らき☆べいべー danceable version original karaoke
8. オトメ☆ゴコロ world mix version original karaoke